# The Laughing Stalk
Albums de Wovenhand
Live at Roepaen
(2012) Refractory Obdurate
(2014)
The Laughing Stalk est le septième album studio du groupe de rock alternatif Wovenhand sorti le 7 septembre 2012 sur le label Glitterhouse Records.

## Historique
Cet album produit par Alexander Hacke, marque un nouveau tournant dans la composition du groupe, avec le départ de Pascal Humbert qui depuis 2011 développe des projets en France avec Bertrand Cantat, et l'arrivée de deux nouveaux membres aux guitares et basses.
La réception critique de l'album est très bonne soulignant notamment pour certains un « apaisement » dans l'écriture de David Eugene Edwards et pour d'autres au contraire une évidente musique plus « heavy et sauvage »,, mais dans tous les cas l'une de ses meilleures réussites depuis la période des 16 Horsepower,.

## Liste des titres de l'album
1. Long Horn - 4 min 55 s
2. The Laughing Stalk - 5 min 02 s
3. In the Temple - 5 min 14 s
4. King O King - 4 min 18 s
5. Closer - 3 min 17 s
6. Maize - 4 min 05 s
7. Coup Stick - 4 min 28 s
8. As Wool - 5 min 41 s
9. Glistening Black - 5 min 47 s

## Musiciens ayant participé à l'album
- David Eugene Edwards, chant, guitares
- Ordy Garrison, batterie
- Chuck French, guitare
- Gregory Garcia Jr., basse